# 國殤之柱

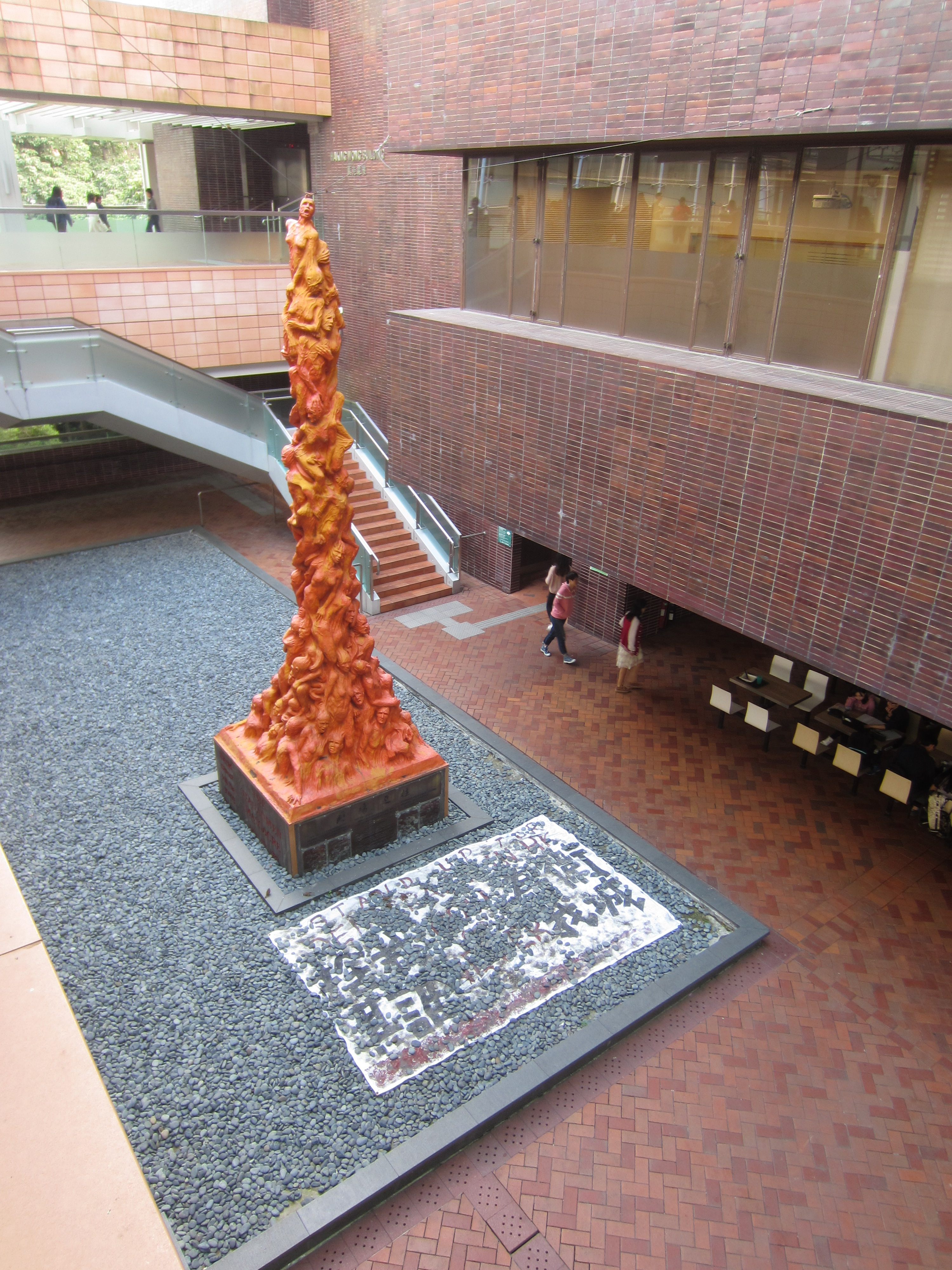
原位於香港大學及已漆成橙色的國殤之柱，該雕塑已於2021年12月22日凌晨遭校方拆毀

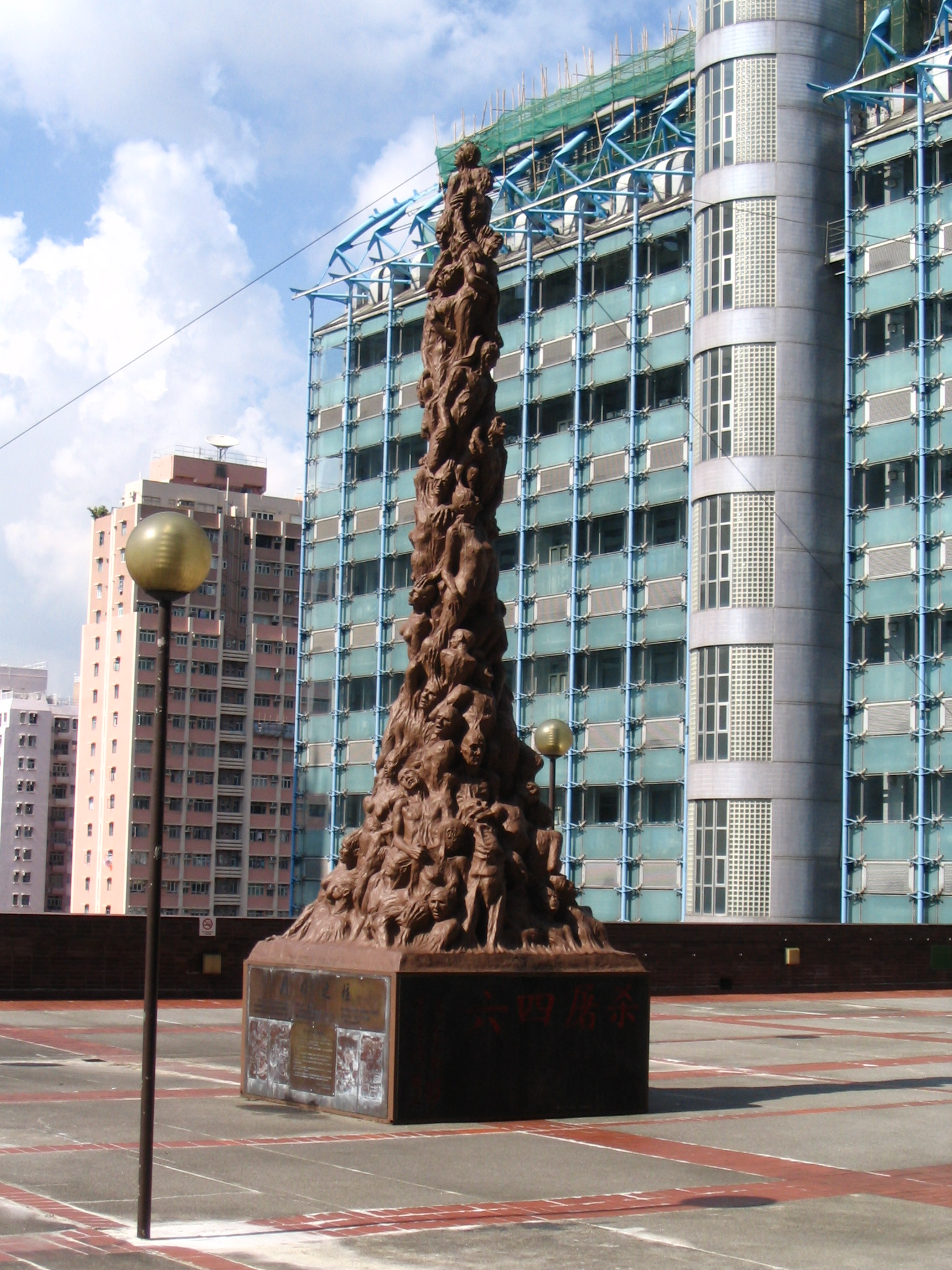
香港「國殤之柱」的原貌

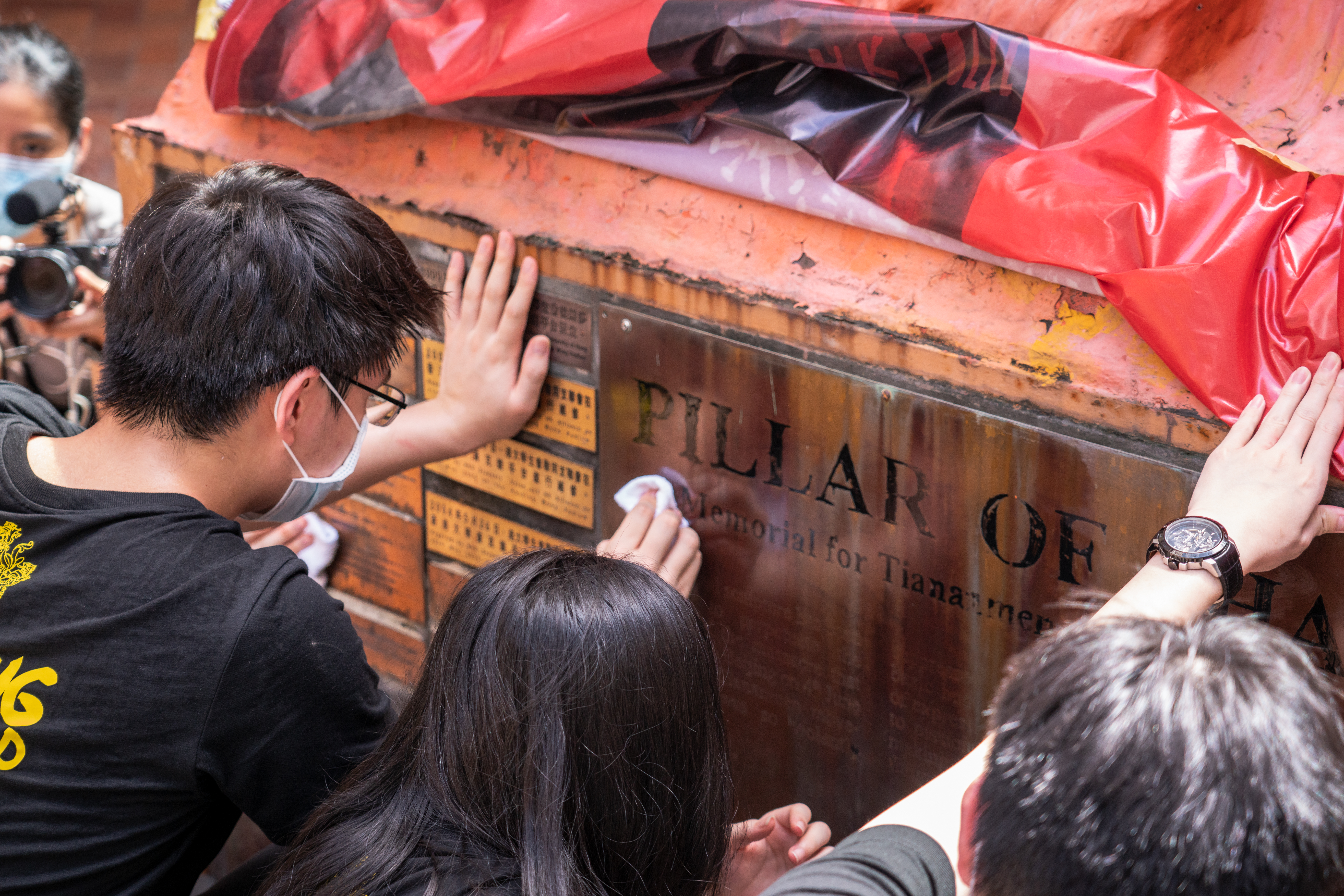
港大學生會成員在六四前夕洗刷國殤之柱（2020年）

國殤之柱（丹麥語：Skamstøtten）是紀念對人道肆意凌虐的雕塑，由丹麥雕塑家高志活（Jens Galschiøt）製造，共有六座。其中為紀念六四事件而於1997年完成的一座，於1998年12月起被展示於香港大學。国殇之柱上刻有多个身躯扭曲面容痛苦的人像，象征血腥镇压的死伤者，基座正面以红字刻有简化字楷书“六四屠杀”和草书“老人岂能够杀光年轻人”，背面也有同样的英文语句。它曾在香港各间大学巡回展出，并在八至十周年的六四烛光晚会摆放于维多利亚公园。国殇之柱曾矗立在香港大学黄克竞楼平台，背靠香港大学学生会正门。香港的國殤之柱原本是鐵鏽色的，自2008年4月30日起，由支聯會和四五行動成員將之漆上橙色，用意回應橙色運動。傳統上，支聯會每年都會派人在六四前夕洗刷國殤之柱。
「國殤之柱」共有6座，除香港外，另外5座分別位於意大利羅馬、墨西哥墨西哥城、巴西巴西利亞、丹麥哥本哈根與德國柏林。為因應豎立在香港的「國殤之柱」很大機會遭拆毀，高志活在2021年11月19日公布了香港「國殤之柱」的3D掃描圖檔案，讓公眾可以免費下載及使用3D打印製作該雕塑，但提醒在中國大陸及香港的人士複製有關雕塑存在法律風險。

## 各地國殤之柱

### 羅馬
聯合國糧農組織1996年會議期間雕成，紀念世界資源分布不均導致的死難者。

### 香港
高志活於1996年5月便有意建一座「國殤之柱」悼念中國六四事件的死難者，但一直找不到願意安排在香港展出的團體。高志活於個人網誌寫道：「經過多月的嘗試，成功機會都好像不大，我們寄了很多封信出去，但絕少有回音。看來，因為北京的極權打壓，香港人或許很怕與這種具爭議的計劃扯上關係吧」。後來，支聯會願意接手，1997年4月時決定在主權移交前的最後一次六四晚會展出「國殤之柱」。
1997年5月31日下午，「國殤之柱」從丹麥運抵香港。原本負責將雕塑由貨倉運到維多利亞公園豎立的瑞士運輸公司臨時變卦，違反合約，而公司負責人向高志活聲稱不想開罪中國。1997年6月3日，支聯會自行把「國殤之柱」運到維多利亞公園拆箱，並在高志活親自指導下完成組裝，於翌日的「六四事件八周年燭光集會」公開展示，而永久擺設場地仍未有着落。
1997年6月5日凌晨，「國殤之柱」在6月4日晚舉行的「六四事件八周年燭光集會」完結後，由香港大學同學護送運往校園展示，但運送「國殤之柱」的吊臂貨車駛到旭龢道的港大車道出入口時，遭到十多名港大的保安員阻攔及拒絕開閘，校方後來報警，三十多個香港警察到場阻擋貨車進入校園，現場有四百多位市民聲援港大學生，雙方一度發生對峙，貨車的車匙曾經被警員拔走。雙方在校門爭論期間，有校內職員的車輛要求駛離校園，港大保安員需要開閘，學生則在車閘打開後，護送貨車駛進校園內，保安員沒有繼續攔阻，警方則稱香港大學是私人地方，不便介入校方的決定，校方之後亦准許「國殤之柱」移入校園內，6月5日凌晨3時左右，載有「國殤之柱」的吊臂貨車和坐在貨車上的十多位香港大學學生一同進入校園內。
「國殤之柱」剛移入港大校園時，只是被橫放在黃克競樓平台的附近，校方在兩個星期後終於允許在黃克競樓平台豎立「國殤之柱」。「國殤之柱」於是被豎立於黃克競樓頂樓平台的香港大學學生會前面。「國殤之柱」其後於1997年9月至1998年4月先後在香港中文大學、嶺南大學、香港浸會大學、香港科技大學、香港理工大學及香港城市大學進行巡迴展覽，之後於1998年5月再次豎立於維多利亞公園悼念「六四事件九周年燭光集會」。香港大學學生會於1998年9月舉行有2,190名會員參與的投票，以1,629贊成票大比數通過將「國殤之柱」再次豎立於黃克競大樓頂樓平台作永久展示，「國殤之柱」於1998年12月完成組裝後展出。其後亦有在不同年份舉行的「六四事件燭光集會」前被移送到維多利亞公園展出，並在悼念儀式完結後移回香港大學內的永久展示位置。2008年為響應橙色運動，「國殤之柱」被漆上橙色。
香港大學對於豎立「國殤之柱」一直採取配合的態度，如2010年因應黃克競樓平台要建天橋連接到新發展的百周年校園，港大校方便與支聯會及學生會協商，並同意將「國殤之柱」遷移至黃克競樓平台的另一個位置繼續展示。「國殤之柱」於遷移位置後被發現出現裂痕，校方於是安排使用鋼索將雕塑加以固定。2013年，「國殤之柱」的製作者高志活親自到香港大學修復塑像。

#### 港大要求移除雕塑

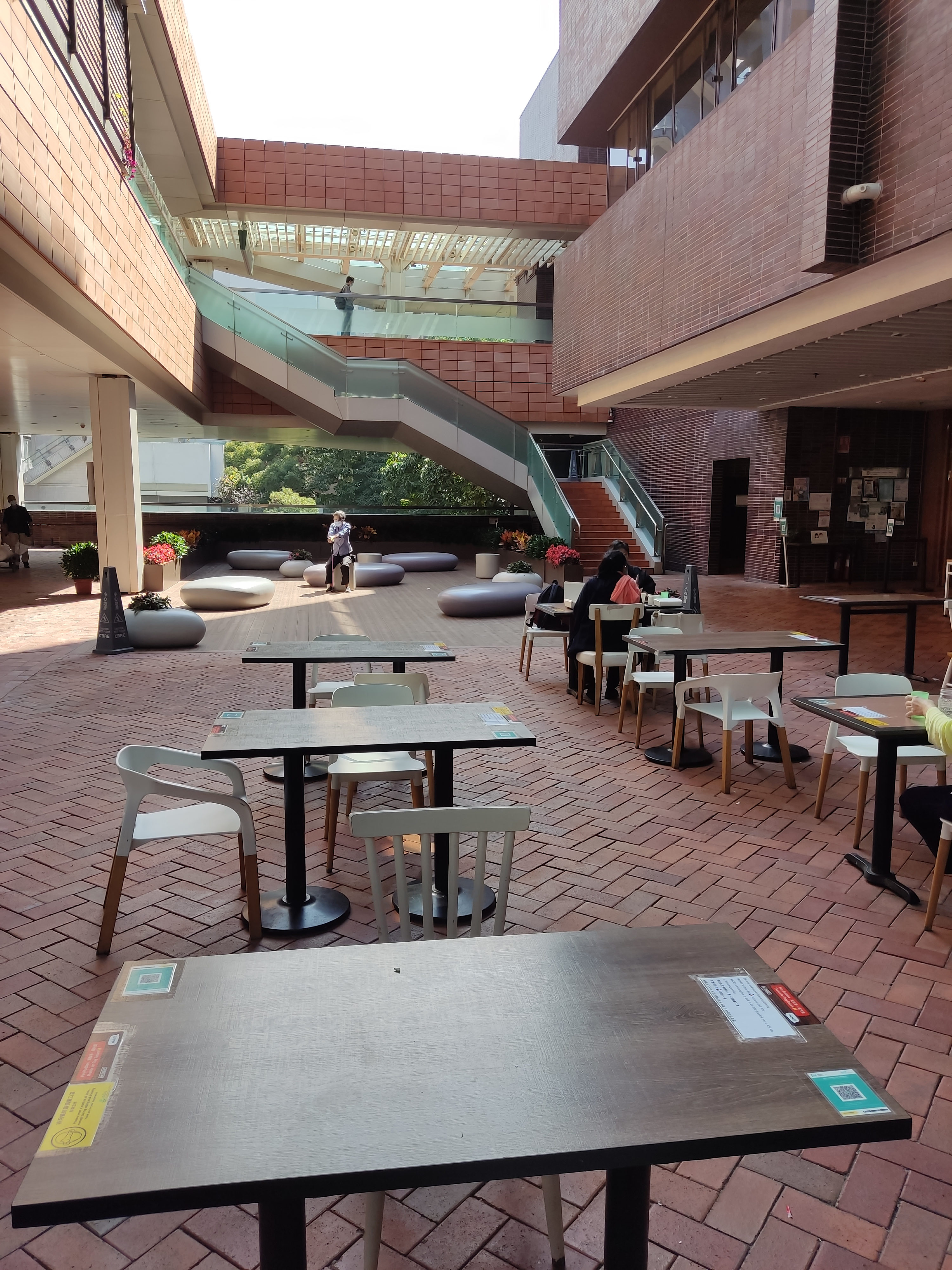
雕塑移除後設置了座位

2021年10月初，屹立於香港大學的「國殤之柱」遭香港政研會舉報違反《港區國安法》，並在聲稱收集到逾20,000名市民聯署後，要求在目前缺乏港大學生會作為持有人的情況下，移除該塑像。香港大學其後於10月8日接受香港政研會的指示並透過孖士打律師行向支聯會發出律師信，要求支聯會在10月13日的限期前移走「國殤之柱」。支聯會副主席蔡耀昌批評有關安排不合理。創作「國殤之柱」的丹麥雕塑家高志活於10月12日發表聲明表明自己是「國殤之柱」的擁有者，他已委託律師去信香港大學，要求就事件召開聆訊，期望港大尊重其擁有權，把「國殤之柱」完整地搬離香港。高志活批評香港大學拆除雕像是褻瀆死者，而只給支聯會6日時間移除「國殤之柱」是「野蠻」的做法，「那是意大利黑手黨大佬在歐洲才會用的手段」，「國殤之柱」若然受到任何毀壞，香港大學需負上責任。高志活又稱如果「國殤之柱」現在遭到摧毀，所有人應前往香港大學盡可能執拾雕塑的碎片，因為這些碎片象徵「帝國滅亡，但藝術永存」。支聯會及其清盤人均表示支聯會已經解散，支聯會不是該塑像的持有人，香港大學應直接與「國殤之柱」的擁有者高志活的代表律師接洽。全國人大常委譚耀宗支持港大校方要求移走「國殤之柱」，認為已放在港大校園太久，亦不應放在該處，早就應該搬走。10月13日，港大向支聯會及兩名清盤人發信要求移走「國殤之柱」的限期在下午5時屆滿後，「國殤之柱」仍放置在黃克競樓平台，校方安排數名保安員在場，未有採取行動。「國殤之柱」的擁有者高志活於10月14日發表聲明指香港大學或代表港大校方的孖士打律師行至今仍未聯絡他或其代表律師，高志活表示尊重校方的權利，惟搬遷「國殤之柱」需時，他理解《港區國安法》實施後香港政治環境的變化令到「國殤之柱」難以留在香港豎立，他已計劃將「國殤之柱」搬到其他國家繼續展示。高志活表示可能因此須要前往香港親自拆解「國殤之柱」及辦理將雕塑搬離香港的事宜，不過以香港近期的政局變化，是否可順利地將「國殤之柱」從香港大學移走都成疑問，他也不肯定能否再次入境香港，或入境後能否再離開。高志活同時質疑《港區國安法》是否可規管已存放達24年的藝術品，反問在私人地方掛上有關照片或擺放記載有六四事件的書籍是否亦屬違法。
丹麥外相Jeppe Kofod就香港大學要移除「國殤之柱」一事發表聲明，表示以藝術方式表達意見是基本人權，並已就此向中國當局提出意見。10月15日，孖士打律師行發出聲明表示不再代表港大處理「國殤之柱」事宜，超過20個非牟利團體曾呼籲孖士打停止代表港大，美國共和黨國會議員格雷厄姆亦批評律師行有違美國民主價值。香港前特首梁振英則號召全世界所有中國公司及香港各所大學抵制孖士打律師行及斷絕與該律師行的往來，又警告會要求香港律師會對孖士打律師行追究到底。18日，「國殤之柱」的擁有者高志活在受訪時表示中共當局一直希望世人淡忘六四事件，梁振英卻聲言要抵制孖士打律師行，將移除「國殤之柱」的事件提到更高層次，反而喚起世人不能忘記六四事件，他形容梁振英的做法是「搬石頭砸自己的腳」。要求孖士打律師行不要協助港大移除「國殤之柱」的聯署者之一，曾經參與1989年北京學運的周鋒鎖認為梁振英高調地針對孖士打律師行，是因為梁振英在月初被「潘朵拉文件」揭發貪腐醜聞，梁急於向北京當局表忠，才會不斷利用事件攻擊該律師行。
「國殤之柱」的擁有者高志活在2021年11月13日發出公開信要求來香港親自拆卸及將雕塑運回丹麥，高志活表示由於《港區國安法》可控告任何人，他要求香港特區政府不會拘控他及協助運走「國殤之柱」的團隊。高志活又稱他的代表律師已經向香港大學發信超過一個月，但校方仍未有就移除「國殤之柱」的事宜作出回覆，而安全地拆卸及運走「國殤之柱」是非常困難，需要專業技術，所以要求香港大學能夠通力合作，包括提供技術支援、協助封路及批出准許證等，避免搬運雕塑時出現不能修復的損害。

#### 港大拆毀雕塑

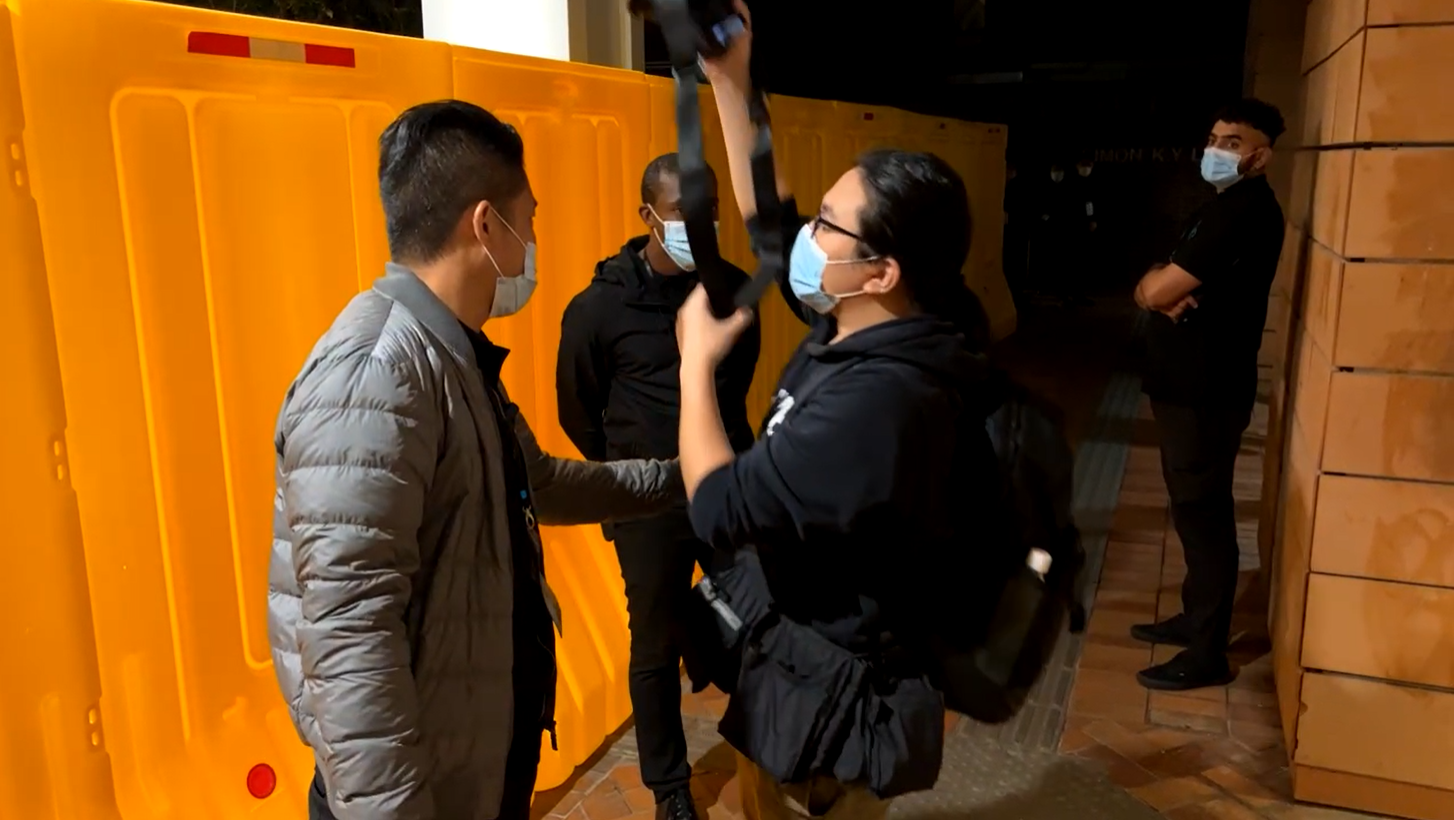
香港大學在凌晨拆毀國殤之柱時有多名保安員阻礙記者拍攝

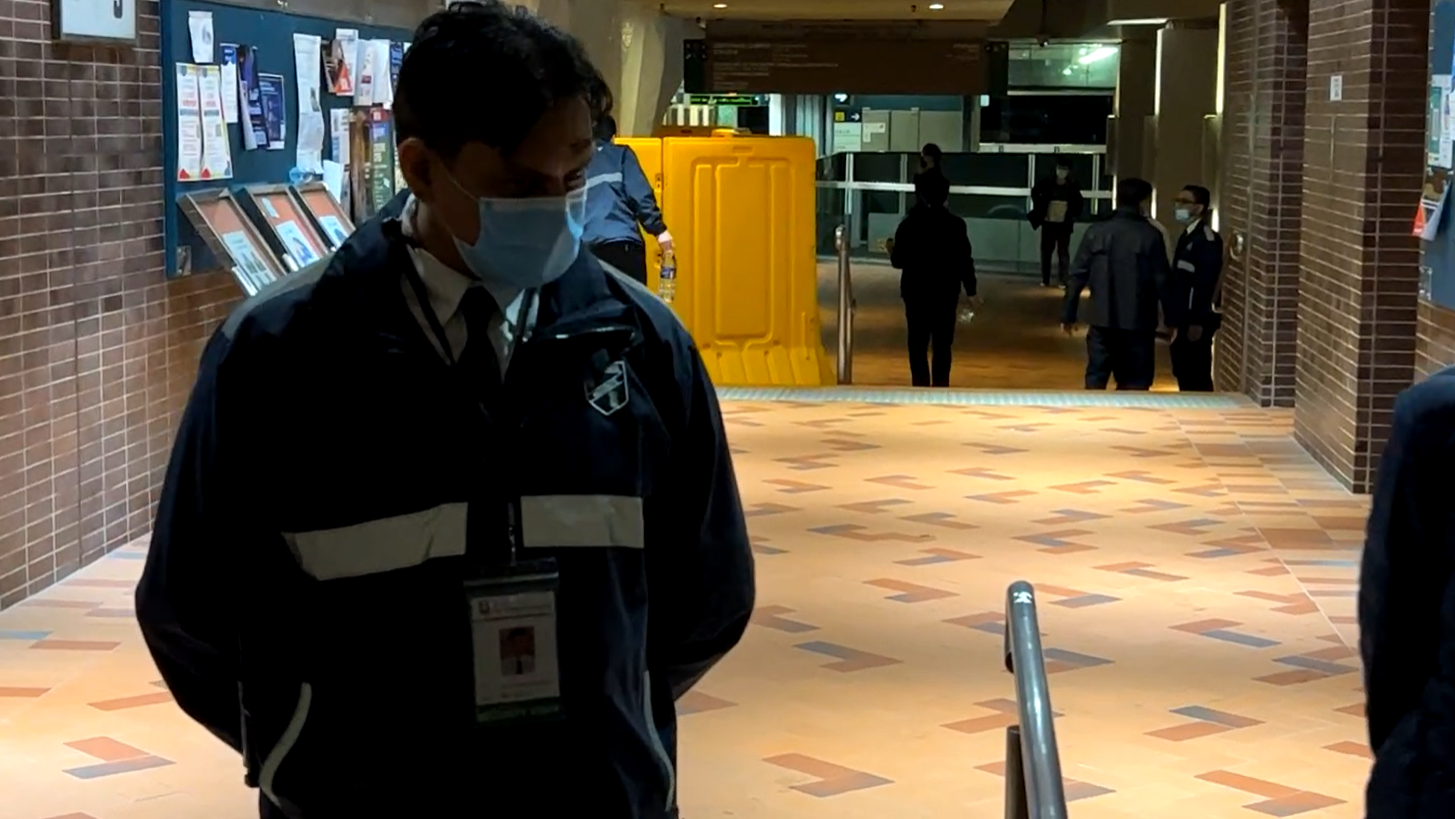
香港大學校園內有大批保安員阻止記者及學生拍攝拆毀國殤之柱的情況

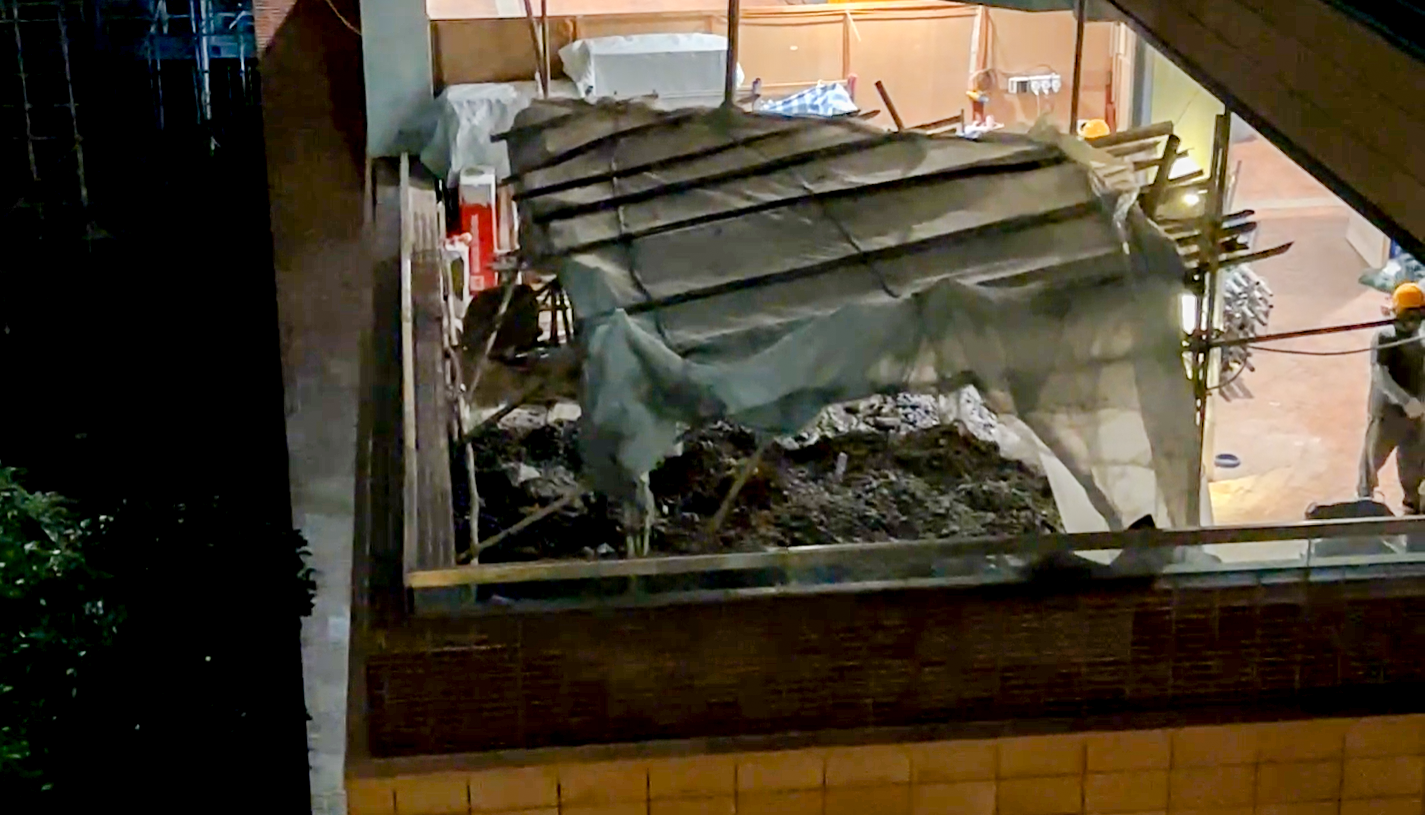
黃克競樓內放有拆毀國殤之柱時產生的碎片及建築物料

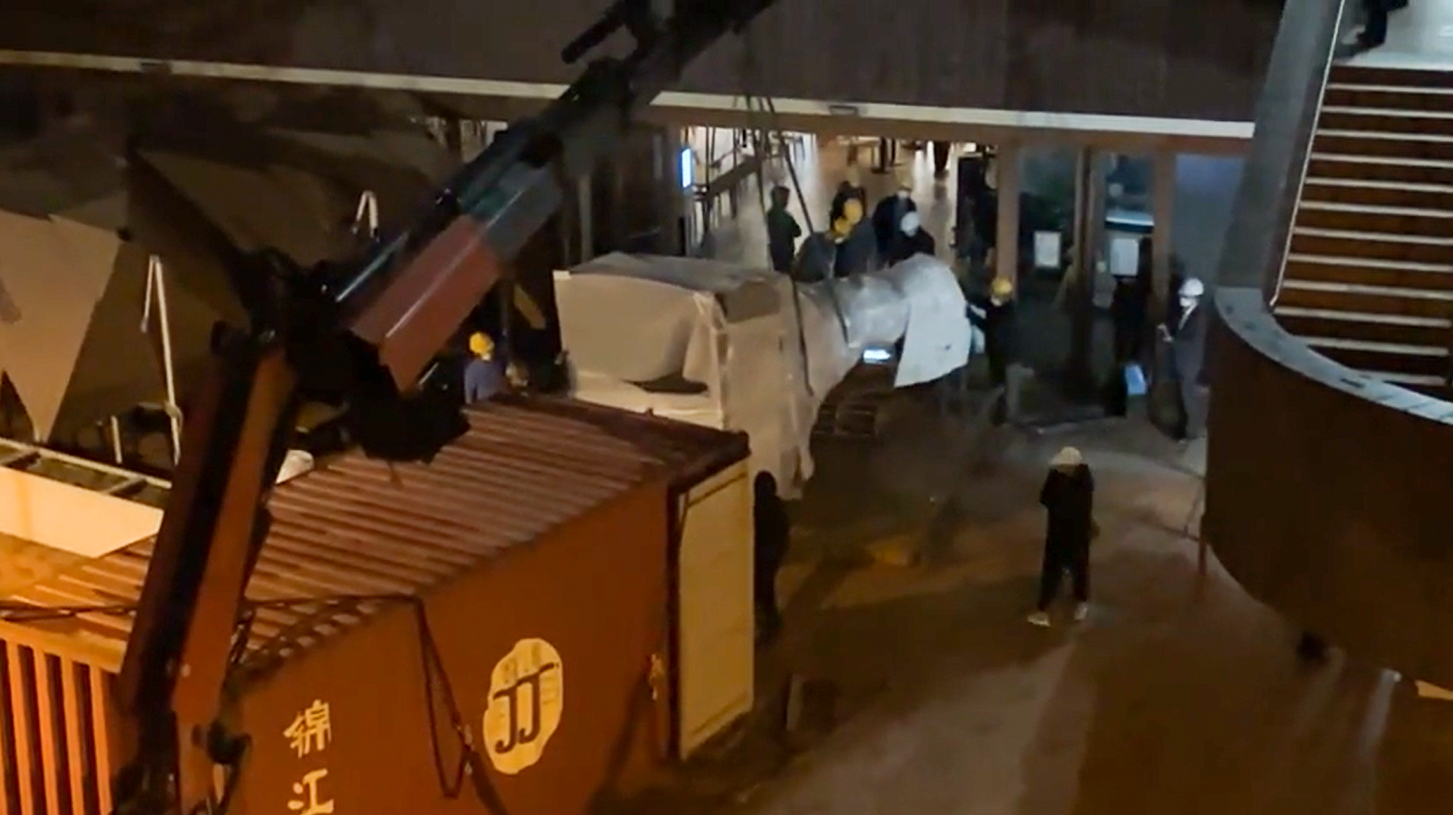
香港大學安排吊臂車運走國殤之柱的底座殘件

港大校務委員會主席李國章在2021年12月19日在香港會議展覽中心作2021年香港立法會選舉投票時稱，因為港大學生會及支聯會都已經解散，所以港大校方未能弄清「國殤之柱」的擁有權誰屬，又稱豎立於港大校園的「國殤之柱」在24年來都沒有由校方授權放置，港大委託的孖士打律師行提供的意見是必須移除「國殤之柱」，但該律師行已不代表港大，所以移除該雕塑的問題要由其他律師行處理。「國殤之柱」創作者及擁有人高志活表示，雖然已經透過律師事務所向港大校方發信，他會將「國殤之柱」帶回丹麥，並要求港大就完整地將雕塑運出香港的事宜提供必要的協助，但港大校方至今未有作出回應，而在中國政權的陰霾下，他認為「國殤之柱」恐怕難逃遭受破壞的命運。
2021年12月22日晚上10時許，港大學生媒體《學苑》在社交媒體臉書上揭露，港大校方將放置「國殤之柱」所在的黃克競樓樓層用高身水馬及白膠布完全圍封，範圍包括地下、樓梯及一樓平台。晚上近11時，港大派出大批保安員驅趕圍封範圍附近的學生，但拒絕交代原因，有港大保安員伸手拍打在場記者的攝錄鏡頭，並用強光照射記者企圖阻礙記者拍攝。有貨車及吊臂車駛入校園內，之後有大批工人包圍「國殤之柱」，並搭起金屬棚架。凌晨過後，「國殤之柱」的所在範圍不斷傳出切割及敲鑿產生的噪音，到凌晨4時許，工人陸續將數件被白布和透明膠布包裹的柱狀物及雕塑的碎片從黃克競樓搬出，清晨6時，有一批工人搬出相信是「國殤之柱」底座的物件，拆毀行動至早上7時大致結束，現場解封後只留下圍封用的高身水馬，而「國殤之柱」的殘骸據報被運到位於新界錦田的港大嘉道理中心的一个货柜内。
12月23日，「國殤之柱」的擁有者高志活發表聲明對事件表示震驚，批評香港已變成無法無天之地。高志活指出他在超過三個月前已經致函港大校方尋求完整地帶走雕塑，但港大一直拒絕回應，他批評港大的做法完全不合理及摧毀私人物品，而全世界有多個國家願意接受及展示「國殤之柱」，高志活敦促港大保管好雕塑的殘件，否則會向港大提出索償。丹麥外相Jeppe Kofod表示雕塑被拆毀令人對香港的情況感到擔憂，強調言論自由是基本權利，在香港也適用。Jeppe Kofod以書面回覆丹麥傳媒及《美聯社》的查詢時形容事態的發展令人擔心，雖然丹麥不能決定其他國家展示什麼藝術，但藝術是一個基本權利，他表示已向中國當局及中國駐丹麥大使館溝通，尋求解決的辦法。
在港大拆毀「國殤之柱」期間雖然受到校方派出的保安員驅趕，但有港大學生仍然在圍封範圍外通宵見證象徵學術自由的「國殤之柱」遭校方拆毀，在中國大陸成長及在港大社會科學院就讀四年級的兩位學生表示，在22日晚原本在校園內參加聖誕派對，但得知「國殤之柱」突然遭校方清拆，感到十分震驚而趕來現場，他們表示「國殤之柱」是港大學術自由的代表，現在沒有了，這種自由也跟著失去。港大校友陳先生早上來到港大以往擺放雕塑的位置，他批評校方是「鬼祟」拆毀雕塑，如果校方認為其行動是正確的話，便不會在半夜突然拆毀雕塑，雖然大家阻止不了校方的決定，但拆走實物也不能改寫歷史。22日晚上已有消息指港大在當日下午的校委會會議決定拆除「國殤之柱」，並立即採取行動在當晚趁夜拆走雕塑，務求趕在天亮前完成拆除行動。港大在23日下午發表聲明稱該雕像已日久老化，校方也沒有批准放置雕塑，參考獨立法律意見認為展示該雕塑在當前的情況有法律風險，不可繼續展示該雕塑，拆除雕塑是顧及港大整體利益的決定，但沒有說明是什麼法律引致風險。
2023年5月5日，香港警务处国家安全处持法庭手令在元朗区检取国殇之柱。香港方面認為国殇之柱是與煽动他人颠覆国家政权罪案件有关的证物。

#### 李國章宣稱國殤之柱並非悼念六四事件
剛卸任香港大學校務委員會主席的李國章於2022年1月1日出席商業電台節目時形容「國殤之柱」是騙局，李在沒提出任何證據下聲稱「創作者高志活最初製作「國殤之柱」是紀念1995年美國俄克拉何馬州聯邦調查局大樓爆炸案」，惟美國拒絕接收，雕像輾轉被交予香港支聯會及改為紀念六四事件，李又宣稱「雕像上的人像是西方人而非中國人，與六四完全無關」。
「國殤之柱」原作者高志活即日回應李國章的指責，並批評李國章試圖抹煞歷史，高志活表示「國殤之柱」是1993至1995年的作品，「國殤之柱」系列原被稱為「恥辱諾貝爾獎」，是為紀念世界各地發生的反人類重大罪行而創作，雕像上的人像包含亞洲人、非洲人、歐洲人及原住民等各個種族，同一雕塑可紀念不同罪行，所以放在任何地方的「國殤之柱」都一樣，並非李國章所謂「雕像上的人像都是西方人」，基座鑿刻的「The old cannot kill the young forever」正是1989年六四事件的學生所說出的，也是「國殤之柱」系列當中最重要，絕非李國章稱所宣稱的「與六四完全無關」 ，高志活受訪時批評否認1989年在中國發生的六四事件才是真正的騙子。高志活又表示要將「國殤之柱」由香港運返歐洲，並已委託律師協助交涉。
港大校委會本科生代表黃靖軒指出李國章的說法是口講無憑，「國殤之柱」在港大校園已擺放20多年，其意義就是要提醒大家「銘記歷史」，並且已在香港人的心中，這是因為藝術品的意義永遠在於觀察者的反應，他已要求校方向學生交代如何保養「國殤之柱」的殘件及日後安排。

#### 國安處撿走國殤之柱
2023年5月5日早上，警務處國家安全處持法庭手令採取搜查行動，在元朗區撿取「國殤之柱」作為證物，指與「煽動他人顛覆國家政權罪」案件有關。創作「國殤之柱」的丹麥藝術家高志活對警方檢走「國殤之柱」感到驚訝及奇怪，並指香港警方並沒有就行動與他作任何聯絡。高志活批評事件無法接受，解釋雕塑在香港回歸前已經豎立在香港，是他的藝術項目，亦是他個人決定創作，沒有人煽動他將雕塑豎立在香港大學，所有費用由他個人支付。高志活不理解為何警方將雕塑作為《國安法》案件證物，認為警方做法不合常理，表示除了香港民主陣營以及很多香港人，船公司、搬運起重公司、香港大學，以至香港政府，都曾經協助或批准他將雕塑置於香港。高志活對自己的作品被用於《國安法》證據，感到十分感觸，但事件確定藝術的象徵語言不能被粉碎，當被攻擊時它的意義只會增強。
5月10日，高志活向港府發出公開信，他在信中強調，他是「國殤之柱」的擁有者，在香港也有法律代表，要求警方交代為何在沒有知會他的情況下便取走了他的私人財產。他表示，警方做法「荒謬」，沒有法律依據，他強調由製作、運送，到樹立「國殤之柱」，只是他一個人的主意與行為，其他人都不應負上任何責任。他願意親自到香港法院作證，事件跟其他人無關，由他一個人承擔責任，他亦建議當局詢問前港督彭定康，因為在1997年香港主權移交之前，由他批准「國殤之柱」樹立在香港。5月11日，警方凌晨發稿回應，重申國安處是持法庭手令採取搜查行動，與其他案件一樣，警方是根據調查發展進行取證，以協助推展有關案件，合法合情合理。發言人又強調，一直依法履行維護國家安全的職責和義務，處理該案時亦無例外，特區政府會繼續依法處理有關證物，包括於司法程序完結後的安排。
8月21日，高志活表示，香港保安局长邓炳强拒絕歸還國殤之柱。

### 墨西哥

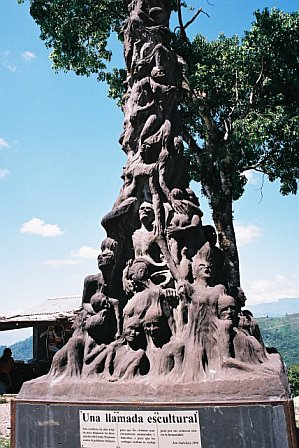
墨西哥「國殤之柱」

1999年雕成，紀念和榮耀兩年前在Acteal大屠殺被屠殺的45名原住民。原於墨西哥城展出，後改於Acteal展示。

### 巴西

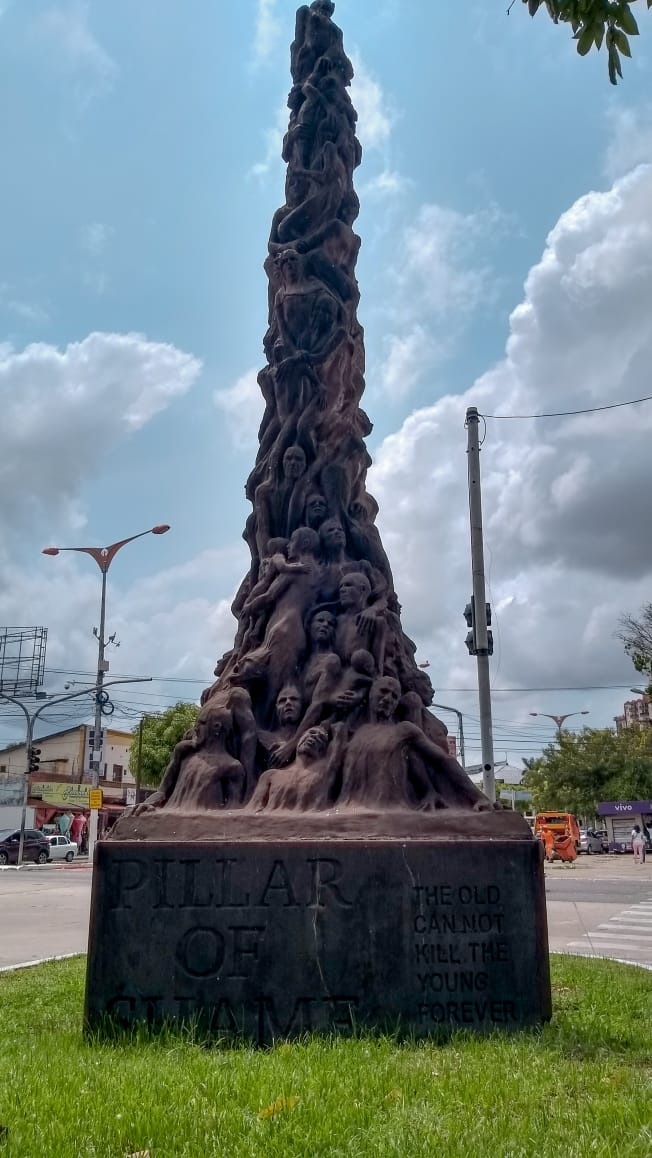
巴西「國殤之柱」

2000年雕成，紀念於埃爾多拉多卡拉雅斯大屠殺中因示威而被射殺的無地貧農。原於巴西利亞國會前展出，現於發生大屠殺的城市貝倫豎立。

### 柏林
原定在集中營遺址上豎立，紀念納粹德國統治期間的死難者，及後遇上困難而取消。因應香港大學的國殤之柱被拆除，高志活製作其複製品，在2023年5月23日矗立在柏林阿克塞爾·斯普林格出版集團門前，展覧一個月直到6月23日。

### 丹麥
2020年1月23日中午，以反修例運動為題，造型含該事件抗爭者元素，如頭盔、眼罩、豬嘴的港版國殤之柱在丹麥多個政黨見證下豎立於丹麥國會外，為期三個月。該雕刻由高智活、丹麥政黨Alternativet及國際特赦組織共同創作，並獲該國多個政黨支持。高智活稱「唯有我們在西方表達支持，香港人才能捍衛他們的言論自由與和平集會自由」，因而創作該支柱向世界發聲。

## 展示國殤之柱直幡被控
一名23歲就讀中大法律博士的女內地生，被指打算於2023年六四於銅鑼灣展示印有國殤之柱圖像的直幡，被告於2023年9月11日在西九龍法院承認一項企圖煽動罪。辯方求情時強調被告因本案而休學，沒有政治背景，並無煽動他人作出非法及暴力行為，與其他一般涉及反修例事件的煽動案有分別。被告只是在網上得悉此運動，沒有製作直幡，並非與其他人合作。案件押後至9月19日判刑，被告繼續還押。

## 圖集

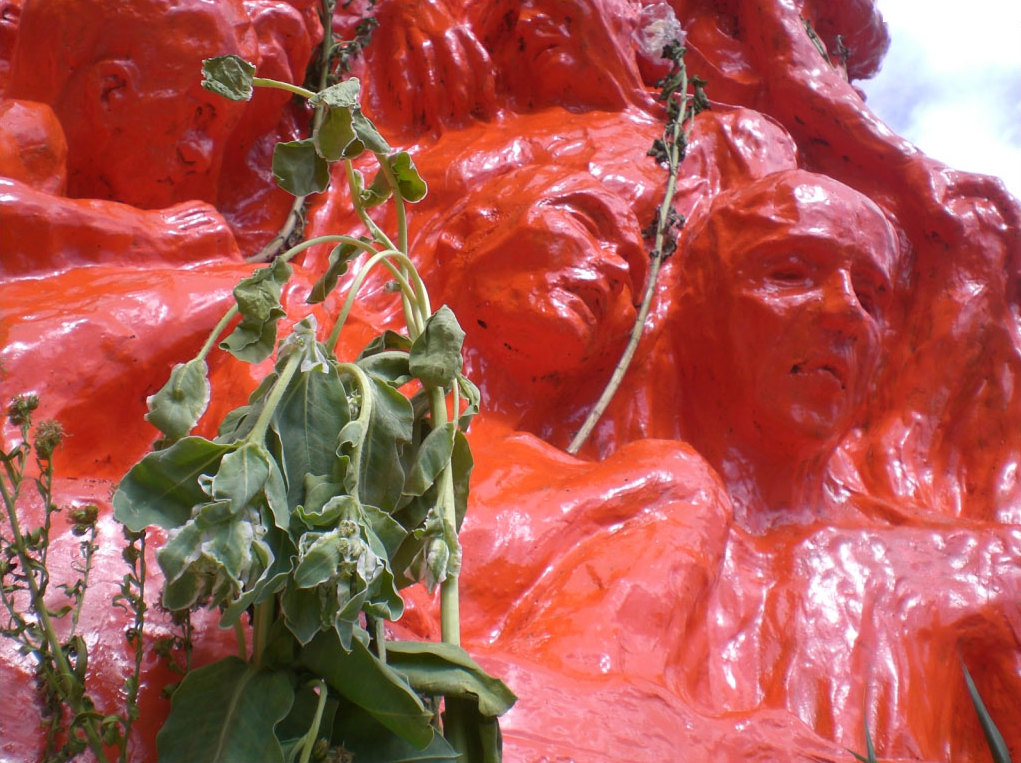
高志活作品「國殤之柱」
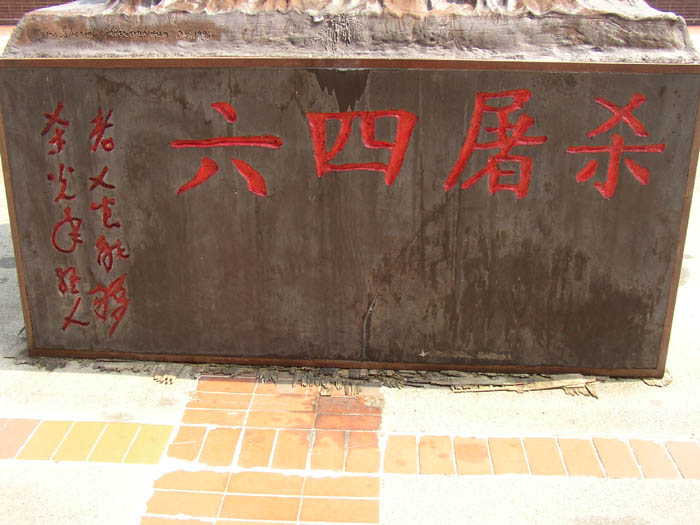
國殤之柱（香港大學）的一面
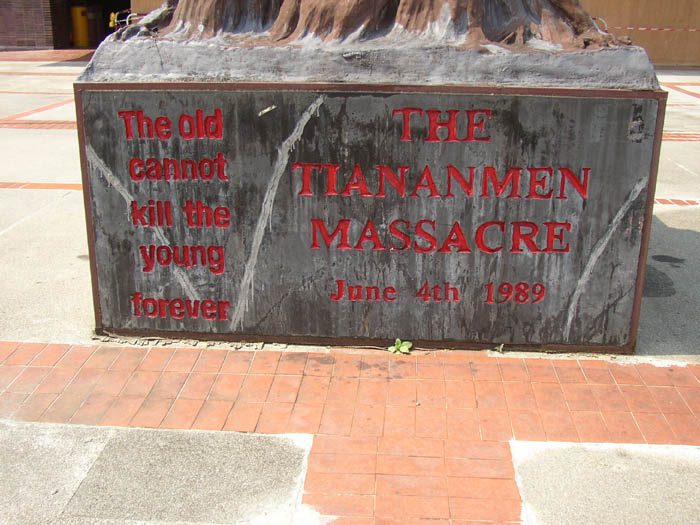
國殤之柱（香港大學）另一面

## 外部連結
- 香港國殤之柱的3D打印掃描圖檔 （页面存档备份，存于）
- 人權奧運‧橙色奧運（页面存档备份，存于）
- 國殤之柱官方資料（页面存档备份，存于）
- 香港國殤之柱